# 洛法河
洛法河（法語：Lofa）是西非的河流，發源自畿內亞東南部馬桑塔省，最終在利比里亚羅伯茨港以南注入大西洋:9。